# 威爾遜-康科切格 (馬里蘭州)
威爾遜-康科切格（英語：Wilson-Conococheague）是位於美國馬里蘭州華盛頓縣的一個普查規定居民點。

## 人口
根據2020年美國人口普查的數據，威爾遜-康科切格的面積為12.55平方千米，當中陸地面積為12.22平方千米，而水域面積為0.32平方千米。當地共有人口2262人，而人口密度為每平方千米180.24人。